# 和田順子
和田順子（わだ じゅんこ、1937年5月24日 - ）は、兵庫県生まれの俳人。俳誌「繪硝子」（えがらす）主宰。

## 略歴
- 1974年（昭和49年）殿村菟絲子主宰「万蕾」に入会
- 1974年（昭和49年）「万蕾」賞受賞
- 1993年（平成5年）「群青」賞受賞
- 1996年（平成8年）「万蕾」終刊。殿村菟絲子の弟子、向笠和子、下鉢清子、北見さとる、鈴木喜美恵ら有志にて設立された「繪硝子」および、今井聖主宰の「街」創刊同人となる。
- 2000年（平成12年）「繪硝子」主宰となる。「街」退会。

現在、俳人協会幹事、日本ペンクラブ会員、日本文藝家協会会員。
句集に『五月』、『錐体』、『自註句集　和田順子集』、『ふうの木』がある。
「ことばの翼　詩歌句」（北溟社）2009年夏号で「短詩型のパイオニア」として、俳人では松田ひろむ・松村多美・百瀬美津・澤田緑生・すずき波浪・山田六甲とともに百句掲載。代表句に「東風吹くや連理と生ひて椎と椨」がある。　

## 「繪硝子」
「繪硝子」は月刊。同人会長　髙平嘉幸、編集長　石澤青珠。
主張　有季定型を基に自然より享けた感動を素朴に表現する。
「繪硝子」という誌名は、殿村菟絲子の句「オルガンに繪硝子の夏日灯と紛ふ」より採られた。